# 罗德尼·马克思
罗德尼·大卫·马克思（英语：Rodney David Marks，1968年3月13日—2000年5月12日），澳大利亚天体物理学家，于南极洲阿蒙森 - 斯科特南极站进行考察时甲醇中毒死亡，因事件過程撲朔迷離，成為一樁懸案。

## 早年
馬克思出生於澳大利亞維多利亞州的第二大城吉朗，先就讀於墨爾本大學，後前往新南威爾斯大學並取得博士學位。此外，他患有輕微的妥瑞氏症。

## 死亡与调查
2000年5月11日，罗德尼·马克思出现严重腹痛并于次日死亡。10月份，马克思的遗体被飞机运往新西兰，随后的法医解剖调查表明马克思死于甲醇中毒而非疾病。然而，由于南极洲敏感与复杂的管辖权问题，美国、新西兰与澳大利亚皆无法前往阿蒙森-斯科特南极站进行调查，最终新西兰警方于2006年12月表示无法确认马克思是否遭到谋杀，此案无限延期。

## 纪念
2001年，坐标78°47'S，160°35'E的一座高2600米山峰被命名为“马克思峰”。